# زائفة مندوزية
زائفة مندوزية (الاسم العلمي: Pseudomonas mendocina) هي نوع من البكتيريا تتبع جنس الزائفة من فصيلة الزوائف.